# Daniel Morgan
Pour l’article homonyme, voir Daniel Morgan (bushranger).
Daniel Morgan (1736 - 6 juillet 1802) est un pionnier américain, militaire et représentant de la Virginie au Congrès des États-Unis. Considéré comme l'un des tacticiens les plus doués de la guerre d'indépendance des États-Unis, il a ensuite commandé des troupes lors de la répression de la révolte du Whisky.

## Jeunesse
La plupart des autorités pensent que Morgan est né dans le comté de Hunterdon. Il est le cinquième des sept enfants de Joseph Morgan (1702-1748) et Elizabeth Lloyd (1706-1748), tous deux étant des immigrants gallois. (L'arrière-arrière-grand-père de Daniel Morgan était aussi l'oncle du célèbre flibustier et pirate gallois Henry Morgan.) À l'âge de 16 ans, il quitte le domicile familial à la suite d'une dispute avec son père. Après quelques petits boulots en Pennsylvanie, il part vers la vallée de Shenandoah et s'installe finalement à proximité de la frontière de la Virginie, près de ce qui est aujourd'hui la ville de Winchester.
Il travaille au défrichement des terres, dans une scierie, et comme charretier. En à peine un an, il met assez d'argent de côté pour monter sa propre affaire. Morgan travaille ensuite comme charretier lors de la guerre de la Conquête, en tant que civil. Durant l'avancée sur le fort Pitt, sous le commandement du général Braddock, il est puni de 499 coups de fouet (acte souvent fatal) pour avoir frappé son officier supérieur. Morgan acquiert ainsi une aversion pour la British Army.
Il sert ensuite en tant que fusilier dans les forces provinciales pour protéger les implantations de la frontière de l'ouest des raids amérindiens, soutenus alors par les Français. Peu après la fin de la guerre, il achète une ferme située entre Winchester et Battletown. En 1774, il est devenu si prospère qu'il a dix esclaves. Durant cette année, il sert dans la guerre de Dunmore, prenant part à des raids sur des villages shawnees dans la vallée de l'Ohio.

## Révolution américaine
Après qu'a commencé la guerre d'indépendance des États-Unis aux batailles de Lexington et Concord en 1775, le Congrès continental créé l'Armée continentale. Ils appellent à la formation de dix compagnies de fusiliers provenant des colonies du Centre (en) pour soutenir le siège de Boston, et plus tard, en juin 1775, la Virginie accepte d'en envoyer deux. La Chambre des Bourgeois de Virginie choisit Daniel Morgan pour former l'une de ces compagnies et en prendre le commandement avec le grade de capitaine. Morgan a servi en tant qu'officier dans la milice coloniale de Virginie depuis la guerre de la Conquête. Il recrute 96 hommes en 10 jours et les rassemble à Winchester le 14 juillet. Ils marchent ensuite près de 1 000 km et atteignent Boston en seulement 21 jours, arrivant le 6 août 1775.

### Invasion du Canada
En 1775, le Congrès autorise une invasion du Québec. Le colonel Benedict Arnold convainc le général George Washington d'envoyer une offensive par l'est, en soutien à l'invasion de Richard Montgomery. Washington accepte d'envoyer trois compagnies de fusiliers choisies parmi ses forces de Boston, si elles sont volontaires. Toutes les compagnies étant volontaires, une loterie permet de désigner celles qui devront partir, et celle de Morgan est ainsi choisie. Arnold choisit le capitaine Morgan pour conduire les trois compagnies en une unité. L'expédition part de Fort Western le 25 septembre, avec les hommes de Morgan en tant que détachement précurseur.
Au départ, l'expédition d'Arnold comprend environ 1 000 hommes, mais le temps qu'ils arrivent près de Québec le 9 novembre, leur nombre a été réduit à 600. Lorsque Montgomery arrive, ils lancent leur assaut désastreux, la bataille de Québec, au matin du 31 décembre. Les Patriots attaquent en deux colonnes, commandées par Montgomery et Arnold.
Arnold mène l'attaque contre la ville depuis le nord, mais est rapidement touché par une balle à la jambe. Morgan reprend le commandement de cette force et ils parviennent à entrer dans la ville, passant la première barricade. Lorsque Montgomery meurt, l'attaque faiblit et le général britannique Carleton amène des centaines de miliciens québécois à encercler la seconde attaque. Il déplace des hommes et des canons à la première barricade, derrière la force de Morgan. Coupés de tout renfort et sous le feu des balles, ils sont contraints de se rendre. Peu avant de se rendre, Morgan remet son épée à un prêtre français local, refusant de la remettre à Carleton dans une reddition officielle, ce que Morgan voit comme une humiliation. Morgan faisait partie des 372 hommes capturés. Il reste prisonnier jusqu'à un échange en janvier 1777.

### Le11erégimentde Virginie
Lorsqu'il rejoint Washington au début de l'année 1777, Morgan est surpris d'apprendre qu'il a été promu au grade de colonel pour ses efforts à Québec. On lui assigne la mission de lever et de commander un nouveau régiment d'infanterie, le 11e régiment de Virginie (en) de l'Armée continentale.
Le 13 juin 1777, Morgan est également placé au commandement du Provisional Rifle Corps, une unité d'infanterie légère composée de 500 tirailleurs issus d'unités de l'armée principale provenant de Pennsylvanie, Maryland et Virginie. Nombre d'entre eux proviennent de sa propre unité permanente, le 11e régiment de Virginie. Washington leur assigne de harceler l'arrière-garde du général William Howe ; Morgan les suit et les attaque durant leur retraite à travers le New Jersey.

### Saratoga

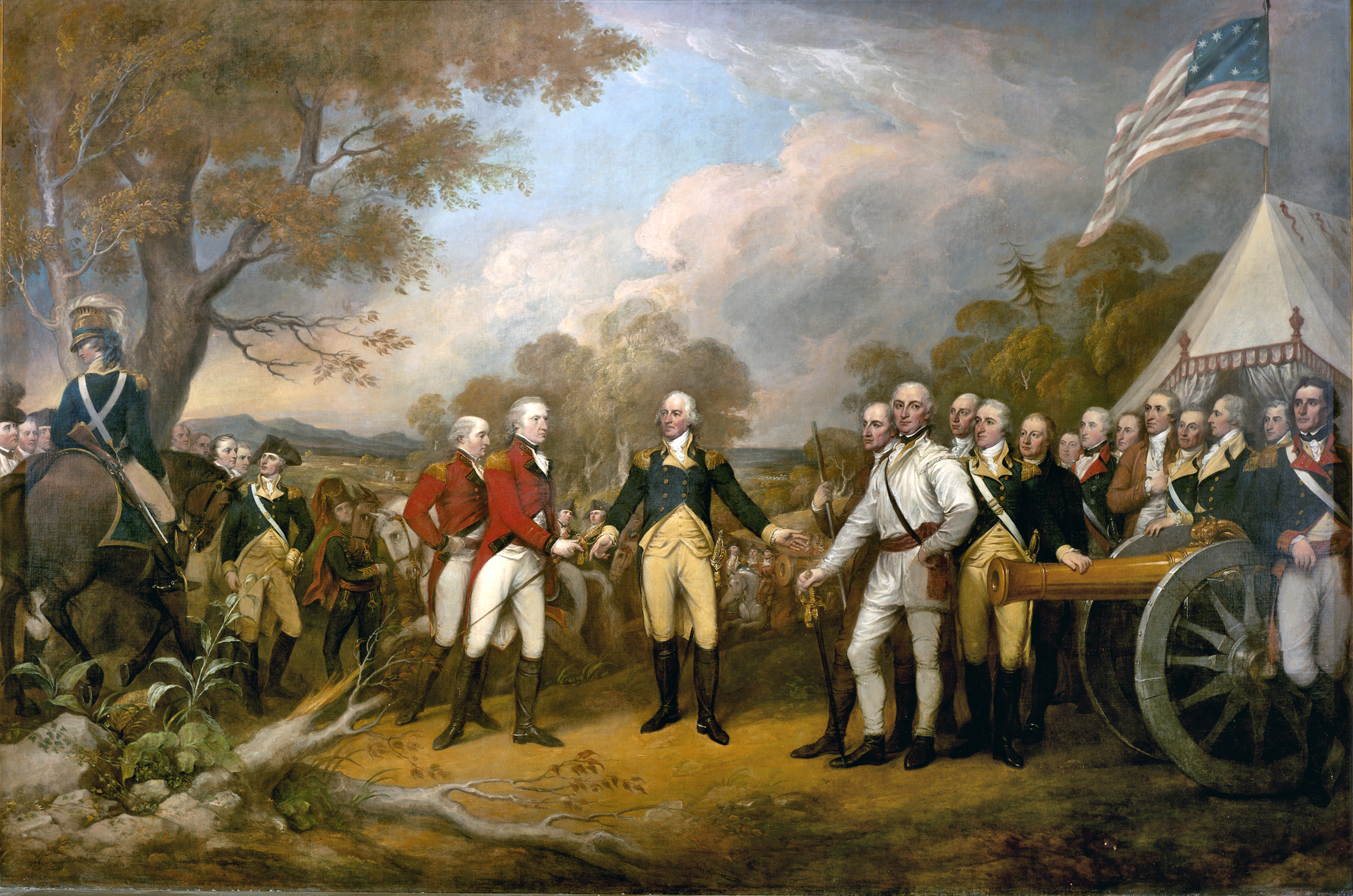
Reddition du Général Burgoyne par John Trumbull
Le colonel Morgan apparaît en blanc.

Le régiment de Morgan est réassigné au Northern Department de l'Armée continentale et le 30 août, il rejoint le général Horatio Gates pour l'aider à résister à l'offensive de John Burgoyne. Il est représenté en évidence dans la peinture Reddition du Général Burgoyne à Saratoga par John Trumbull.

#### Freeman's Farm
Morgan conduit son régiment, avec le renfort de 300 hommes de l'infanterie d'Henry Dearborn venant du New Hampshire, en avant-garde des forces principales. À Freeman's Farm, ils tombent sur l'avant-garde du général Fraser, détachement des forces de Burgoyne. Tous les officiers du détachement d'avant-garde britannique meurent dans les premiers échanges de tirs et l'avant-garde doit se retirer.
Les hommes de Morgan chargent sans avoir reçu d'ordre, mais la charge s'effondre lorsqu'ils tombent sur la colonne principale menée par le général Hamilton. Lorsqu'arrive Benedict Arnold, Morgan et lui se débrouillent pour reformer l'unité. Alors que les Britanniques commencent à se ranger en ordre de bataille sur le terrain de Freeman's Farm, les hommes de Morgan continuent de briser ces formations grâce à des tirs précis depuis les bois situés à l'autre bout du terrain. Ils sont rejoints par sept autres régiments de Bemis Heights.
Durant le reste de l'après-midi, les Américains contrôlent les Britanniques mais les assauts répétés des Américains sont repoussés par les baïonnettes britanniques.

#### Bemis Heights
De l'offensive suivante de Burgoyne résulte la bataille de Saratoga le 7 octobre. Morgan est assigné au commandement du flanc gauche (ou ouest) de la position américaine. Le plan britannique prévoit de contourner ce flanc, utilisant une garde avancée de 1 500 hommes, ce qui amène de nouveau la brigade de Morgan contre les forces du général Fraser.
Passant à travers les loyalistes canadiens, les tireurs d'élite de Morgan prennent l'infanterie légère britannique au piège sous un tir croisé entre eux et un régiment de Dearborn. Bien que l'infanterie légère soit rompue, le général Fraser tente de la rallier, encourageant ses hommes à tenir leur position lorsqu'arrive Benedict Arnold. Arnold l'aperçoit et lance en direction de Morgan : « Cet homme sur le cheval gris est le véritable meneur et doit être éliminé — dirigez l'attention de quelques-uns de vos tireur sur lui ! ». À contre-cœur, Morgan ordonne alors à Timothy Murphy (en) de l'abattre.
Fraser mortellement blessé, l'infanterie britannique se replie dans les redoutes occupées par la force principale de Burgoyne. Morgan est l'un de ceux qui suivent ensuite l'exemple d'Arnold, en contre-attaquant le milieu des forces britanniques. Burgoyne se retire vers sa position initiale, mais perd environ 500 hommes. Cette nuit-là, il se retire au village de Saratoga à environ 13 km au nord-ouest.
Durant la semaine suivante, comme Burgoyne se retranche, Morgan et ses hommes partent vers le nord. Leur habileté à briser toutes les patrouilles envoyées dans leur direction convainc les Britanniques qu'une retraite n'est pas possible.

### Le New Jersey et la retraite
Après Saratoga, l'unité de Morgan rejoint l'armée principale de Washington près de Philadelphie. Durant toute l'année 1778, il attaque des colonnes britanniques et approvisionne les lignes du New Jersey, mais n'est impliqué dans aucune bataille majeure. Il ne participe pas à la bataille de Monmouth mais poursuit activement les forces britanniques qui se replient et capture beaucoup de prisonniers et de matériel. Lorsque la Virginia Line (en) est réorganisée le 14 septembre 1778, Morgan devient le colonel du 7e régiment de Virginie.
Durant toute cette période, Morgan devient progressivement insatisfait de l'armée et du Congrès. Il n'a jamais été actif politiquement et n'entretient pas de relation avec le Congrès, par conséquent il passe à plusieurs reprises à côté d'une promotion au grade de brigadier, les faveurs allant à des hommes moins expérimentés en combat mais qui ont davantage de relations politiques. Bien qu'il soit toujours colonel aux côtés de Washington, il a temporairement le commandement de la brigade de George Weedon (en) et se sent prêt pour ce poste. En plus de cette frustration, il souffre des jambes et du dos à la suite des maltraitances subies durant l'expédition à Québec. Il est finalement autorisé à démissionner le 30 juin 1779 et retourne à Winchester.
En juin 1780, le général Gates l'exhorte de reprendre du service mais il refuse. Gates prenait son commandement dans le Southern Department et Morgan estime qu'être d'un grade inférieur à tant d'officiers de réserve aurait limité son utilité. Après le désastre de Gates à la bataille de Camden, Morgan laisse de côté toutes ses autres considérations et rejoint le commandement à Hillsborough.

### La campagne du sud

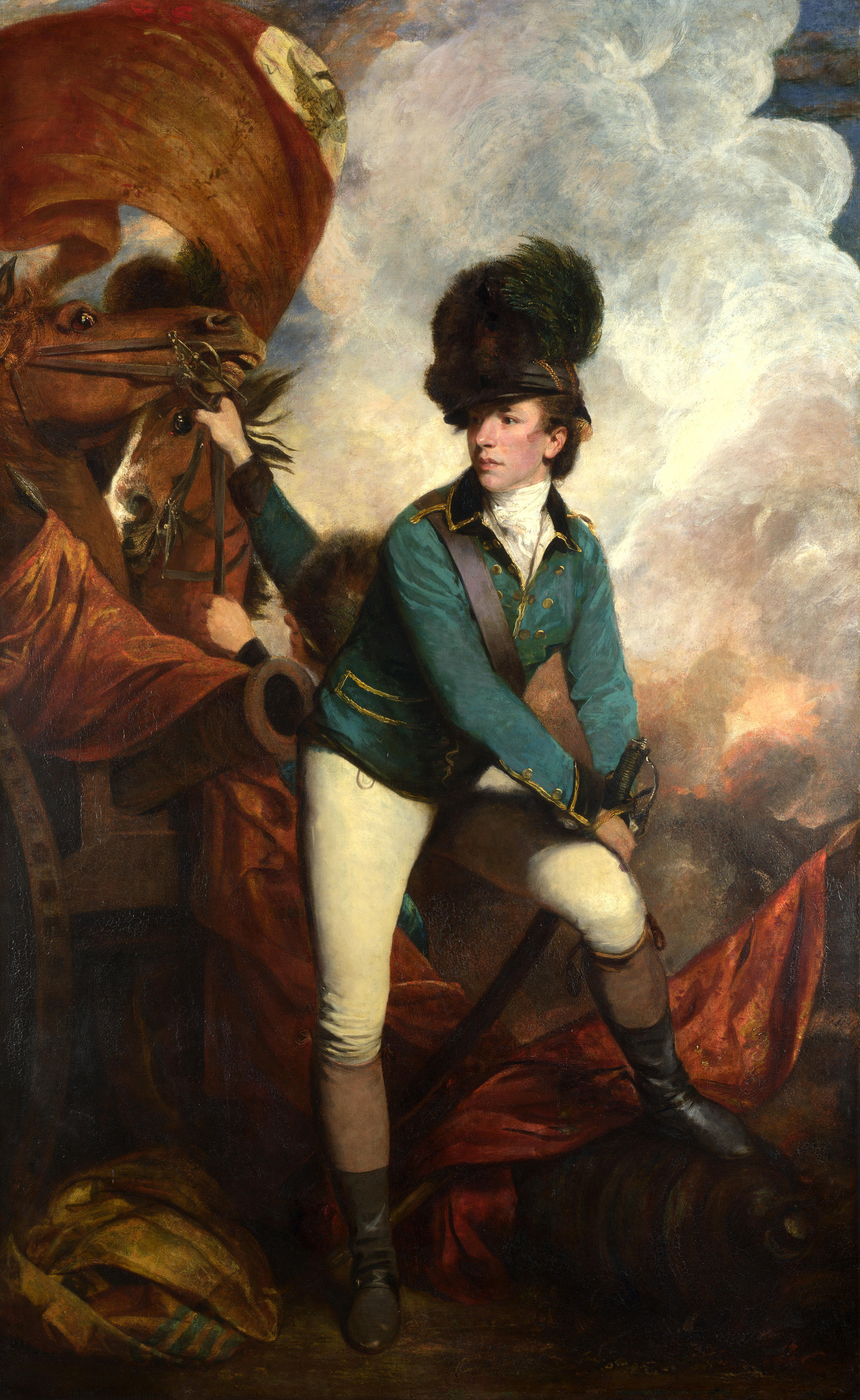
Lieutenant-Colonel Banastre Tarleton par Joshua Reynolds

Il rencontre Gates à Hillsborough et reçoit le commandement du corps d'infanterie légère le 2 octobre 1780. Le 13 octobre, Morgan reçoit finalement sa promotion au grade de brigadier-général.
Morgan rencontre son nouveau Department Commander, Nathanael Greene, le 3 décembre 1780 à Charlotte. Greene ne change pas son affectation mais lui donne de nouveaux commandements. Greene a décidé de diviser son armée et de gêner l'ennemi afin de gagner du temps pour reconstruire ses forces. Il confie au régiment de Morgan (qui comprend environ 700 hommes) la recherche de nourriture et le harcèlement de l'ennemi dans l'arrière-pays de Caroline du Sud, tout en évitant le combat direct.
Une fois que cette stratégie devient évidente aux yeux des Britanniques, le général britannique Cornwallis envoie la légion du colonel Banastre Tarleton pour traquer Morgan. Morgan parle avec des miliciens qui ont déjà combattu Tarleton et décide alors de désobéir aux ordres en organisant une confrontation directe.

#### Bataille de Cowpens

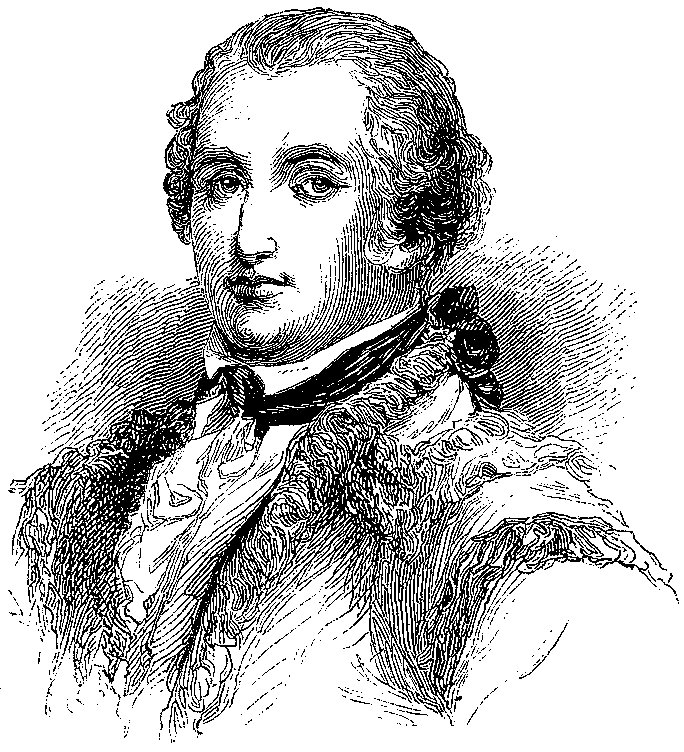
Daniel Morgan, illustration du poème The Battle of the Cowpens: January 18, 1781, gravure de Thomas Dunn English (1861).

Morgan choisit d'établir sa position à Cowpens (Caroline du Sud). Au matin du 17 janvier 1781, ils rencontrent Tarleton dans la bataille de Cowpens. Morgan a été rejoint par des dragons des forces miliciennes de Andrew Pickens et William Washington (en). La légion de Tarleton quant à elle a reçu le renfort de soldats réguliers, provenant de plusieurs régiments d'infanterie légère.
Le plan de Morgan tire son avantage de la tendance qu'a Tarleton à agir rapidement et à son dédain pour la milice, ainsi que la longue portée et la précision de ses fusiliers. Les tireurs sont positionnés sur le front, suivis par les miliciens et les soldats réguliers au sommet de la colline. Les deux premières unités doivent se retirer dès qu'elles sont sérieusement menacées, mais seulement après avoir infligé des dommages aux forces ennemies, ce qui devrait inciter les britanniques à charger prématurément.
La tactique résulte en un double mouvement de pince. Alors que les forces britanniques approchent, les Américains, tournant le dos aux Britanniques, rechargent leurs fusils. Une fois que les Britanniques sont assez près, ils se retournent et tirent à bout portant. En moins d'une heure, sur les 1 076 hommes de Tarleton, 110 hommes sont morts et 830 sont faits prisonniers, parmi lesquels 200 blessés. Bien que Tarleton s'enfuie, les Américains capturent tout son matériel et son équipement, y compris les esclaves des officiers. Le plan astucieux de Morgan à Cowpens est largement considéré comme étant le chef-d'œuvre tactique de cette guerre et l'une des exécutions de double mouvement les plus réussies de toute l'histoire militaire moderne.
Cornwallis a non seulement perdu la légion de Tarleton, mais aussi son infanterie légère, ce qui limite sa vitesse de réaction pour le reste de la campagne. Pour ses actions, la Virginie donne à Morgan des terres et un domaine qui a été abandonné par un loyaliste. L'humidité et la fraîcheur de la campagne ont aggravé sa sciatique, au point qu'il souffre constamment et le 10 février, il retourne dans sa ferme de Virginie. En juillet 1781, Morgan rejoint brièvement Lafayette afin de poursuivre une fois de plus Banastre Tarleton, en Virginie cette fois-ci, mais sans succès.

## Après la révolution

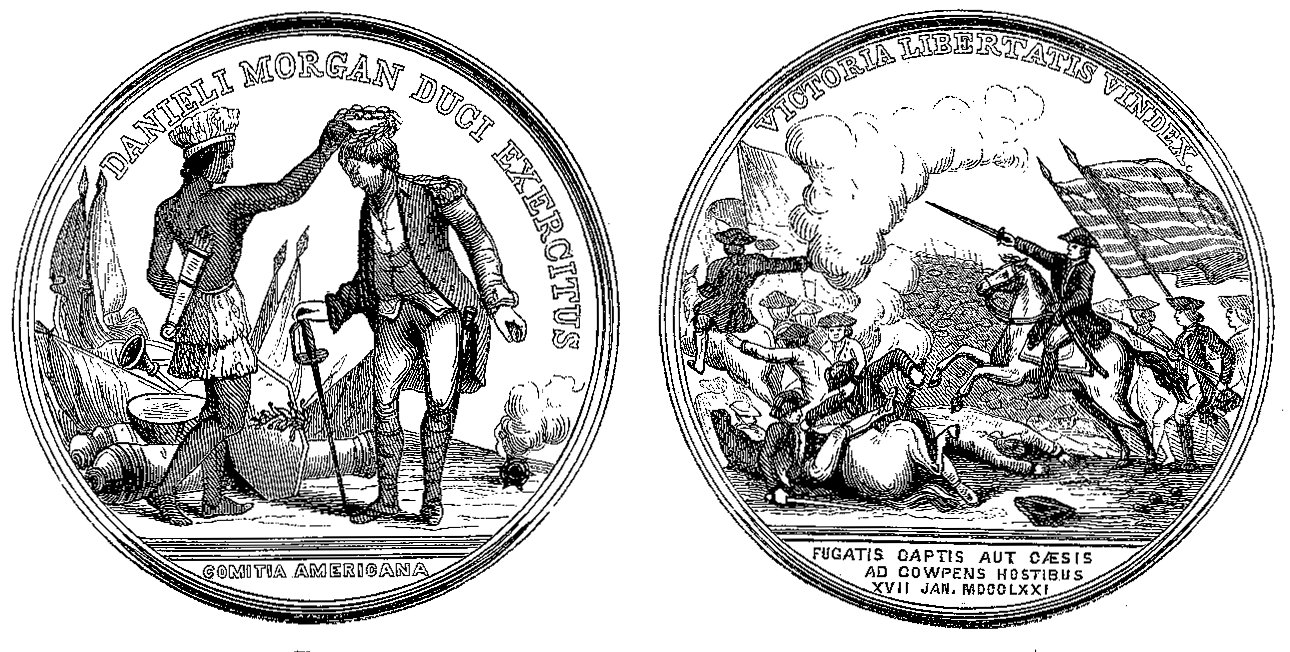
Médaille attribuée à Morgan par le Congrès.

Une fois rentré chez lui à Charles Town, Morgan devient progressivement moins actif. Il préfère désormais investir dans des terres, plutôt que de les défricher, et construit finalement un domaine de plus de 250 000 acres (1 000 km2). Comme nombre d'habitants de la région, il rejoint le presbytérianisme et bâtit une nouvelle demeure près de Winchester en 1782. Il nomme la propriété Saratoga, d'après sa victoire dans l'État de New York. Le Congrès lui décerne une médaille d'or en 1790 pour commémorer sa victoire à Cowpens.
En 1794, il est brièvement rappelé au service pour aider à réprimer la révolte du Whisky. Servant sous les ordres du général Henry Lee III, Morgan conduit un détachement de miliciens dans l'ouest de la Pennsylvanie. L'écrasante démonstration de force met un terme à la contestation sans qu'un coup de feu ne soit tiré. Une fois le soulèvement terminé, Morgan prend pour un temps le commandement du reste de l'armée restée en Pennsylvanie.

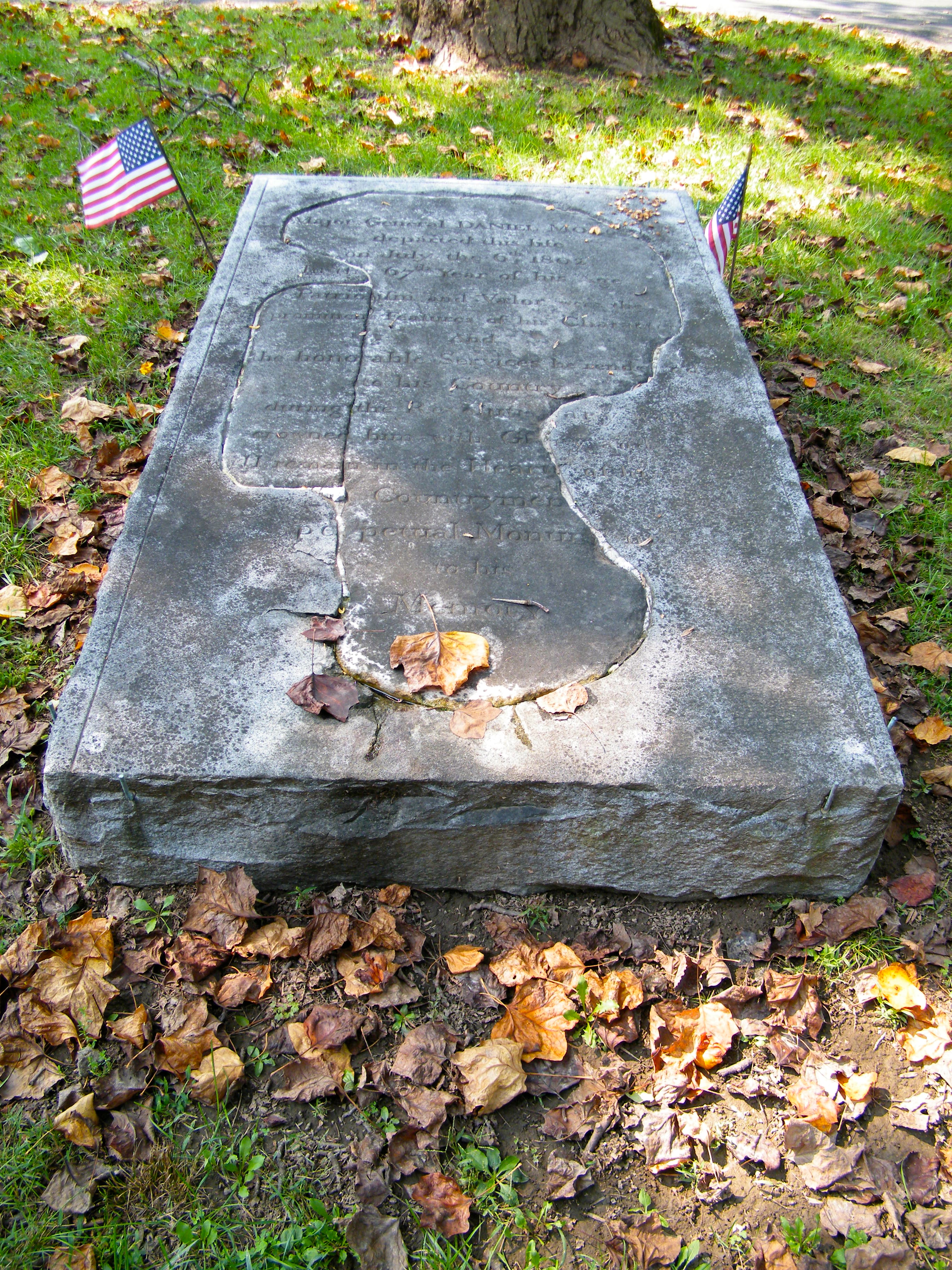
La tombe de Daniel Morgan à Winchester, Virginie.

Morgan se présente aux élections de la Chambre des représentants des États-Unis à deux reprises, en tant que fédéraliste. Il perd en 1794, mais remporte les élections la fois suivante pour un mandat allant de 1797 à 1799. Il meurt en 1802, dans la demeure de sa fille à Winchester, à l'âge de 66 ans. Daniel Morgan a été enterré dans le cimetière de Old Stone Presbyterian Church puis déplacé au Mount Hebron Cemetery à Winchester après la guerre de Sécession.

## Héritage
En 1821, la Virginie nomme un nouveau comté — le comté de Morgan — en son honneur (actuellement situé en Virginie-Occidentale). Les États de l'Alabama, de la Géorgie, de l'Illinois, de l'Indiana, du Kentucky, du Missouri, de l'Ohio et du Tennessee ont suivi son exemple. La ville de Morganton en Caroline du Nord est également nommée en son honneur.

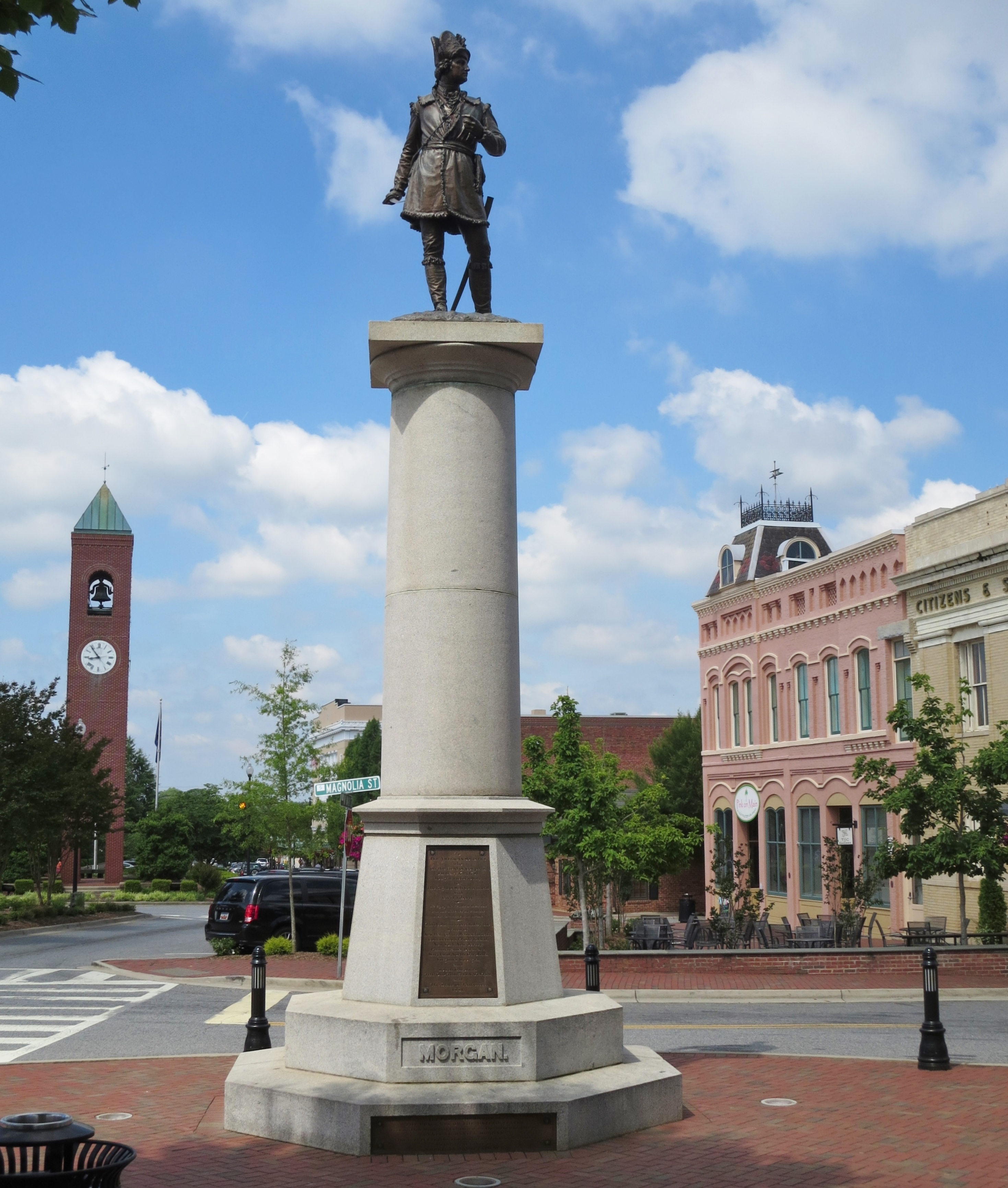
Le Daniel Morgan Monument à Spartanburg.

En 1881, à l'occasion du 100e anniversaire de la bataille de Cowpens, une statue de Morgan est érigée sur la place centrale de Spartanburg.
Au début des années 1950, une tentative a été faite pour déplacer son corps à Cowpens, mais la Frederick-Winchester Historical Society a fait obstacle à son déplacement en obtenant une injonction dans un circuit court.
En 1973, la demeure Saratoga (en) a été déclarée National Historic Landmark.
Morgan et ses actions ont été l'une des principales sources pour le personnage fictif Benjamin Martin dans le film The Patriot, réalisé en 2000.